# آرمونک (نیویورک)
آرمونک، نیویورک (به انگلیسی: Armonk, New York) یک منطقهٔ مسکونی در ایالات متحده آمریکا می‌باشد، که در ایالت نیویورک واقع شده‌است. شهر آرمونک ۲۷۹٫۴ کیلومترمربع مساحت و ۴۳۳۰ نفر جمعیت دارد.
دفتر مرکز و مقر اصلی سه شرکت بزرگ چندملیتی، در شهر آرمونک مستقر می‌باشند، که عبارتند از: آی‌بی‌ام، سوئیس ره و ویپرو.